# Mã Lệ (diễn viên)
Mã Lệ (tiếng Trung: 马丽; sinh ngày 28 tháng 6 năm 1982) là một nữ diễn viên hài Trung Quốc được biết đến qua các vai diễn trong Nhất Niệm Thiên Đường và Chàng ngốc đổi đời. Năm 2022, cô trở thành nữ diễn viên đầu tiên trong lịch sử điện ảnh Trung Quốc có tổng doanh thu các phim đóng chính vượt mốc 10 tỷ Nhân dân tệ.

## Tác phẩm

### Phim điện ảnh
| Năm  | Tên                                         | Tên tiếng Trung    | Ghi chú |
| ---- | ------------------------------------------- | ------------------ | ------- |
| 2010 | Tình yêu trạm sửa chữa                      | 爱情维修站         |         |
| 2010 | Quyết chiến sát mã trấn                     | 决战刹马镇         | [ 5 ]   |
| 2015 | Chàng ngốc đổi đời                          |                    |         |
| 2015 | Nhất niệm Thiên Đường                       | 一念天堂           |         |
| 2016 | Tình huống không ổn                         | 情况不妙           | [ 6 ]   |
| 2017 | Tiên cầu đại chiến                          | 仙球大战           | [ 7 ]   |
| 2017 | Miêu tinh nhân                              | 喵星人             | [ 8 ]   |
| 2017 | Chuyện cũ Đông Bắc phần phá ngựa Trương Phi | 东北往事之破马张飞 | [ 9 ]   |
| 2017 | U tu đích thiết quyền                       | 羞羞的铁拳         | [ 10 ]  |
| 2018 | Thủ cơ cuồng hưởng                          | 手机狂响           | [ 11 ]  |
| 2019 | Hổ đông bắc                                 | 东北虎             | [ 12 ]  |
| 2019 | Ánh nắng không phải giặc cướp               | 阳光不是劫匪       | [ 13 ]  |
| 2020 | Tôi và quê hương tôi                        | 我和我的家乡       | [ 14 ]  |
| 2021 | Tôi và bậc cha chú của tôi                  |                    |         |
| 2022 | Lý mậu đóng vai Thái tử                     | 李茂扮太子         |         |
| 2022 | Sát Thủ Này Không Quá Bình Tĩnh             |                    |         |

### Phim truyền hình
| Năm  | Tên                                      | Tên tiếng Trung      | Ghi chú |
| ---- | ---------------------------------------- | -------------------- | ------- |
| 2005 | Giới hạn hai mươi ngày                   | 临界二十天           |         |
| 2009 | Bà mẹ đơn thân cay đắng lãng mạn         | 单亲妈妈的苦涩浪漫   |         |
| 2012 | AA Chế sinh hoạt                         | AA制生活             | [ 15 ]  |
| 2012 | Hỉ sự liên liên: thặng nam tương thân ký | 喜事连连：剩男相亲记 | [ 16 ]  |
| 2013 | Hôn sự của lão Mễ                        | 老米家的婚事         | Cameo   |
| 2013 | Công nhân đại viện                       | 工人大院             |         |
| 2013 | Dương quang đích hạ thiên                | 杨光的夏天           |         |
| 2014 | Nam bà mối                               | 男媒婆               | [ 17 ]  |
| 2015 | Hỏa bạn phu thê                          | 伙伴夫妻             | [ 18 ]  |
| 2016 | Chiến kim lĩnh                           | 战金岭               | [ 19 ]  |
| 2016 | Đầu năm mùng một lập xuân                | 大年初一立春         | [ 20 ]  |
| 2019 | Đi ngược dòng nước                       |                      | [ 21 ]  |